# リターダ
リターダ(英: Retarder)はトラックやバス、ラフテレーンクレーン（移動式クレーン）などや一部の鉄道車両に搭載されている補助ブレーキである。エンジンブレーキや排気ブレーキ以上の制動力が得られ、高速域からの減速や下り勾配での抑速に効果がある。

## 概要

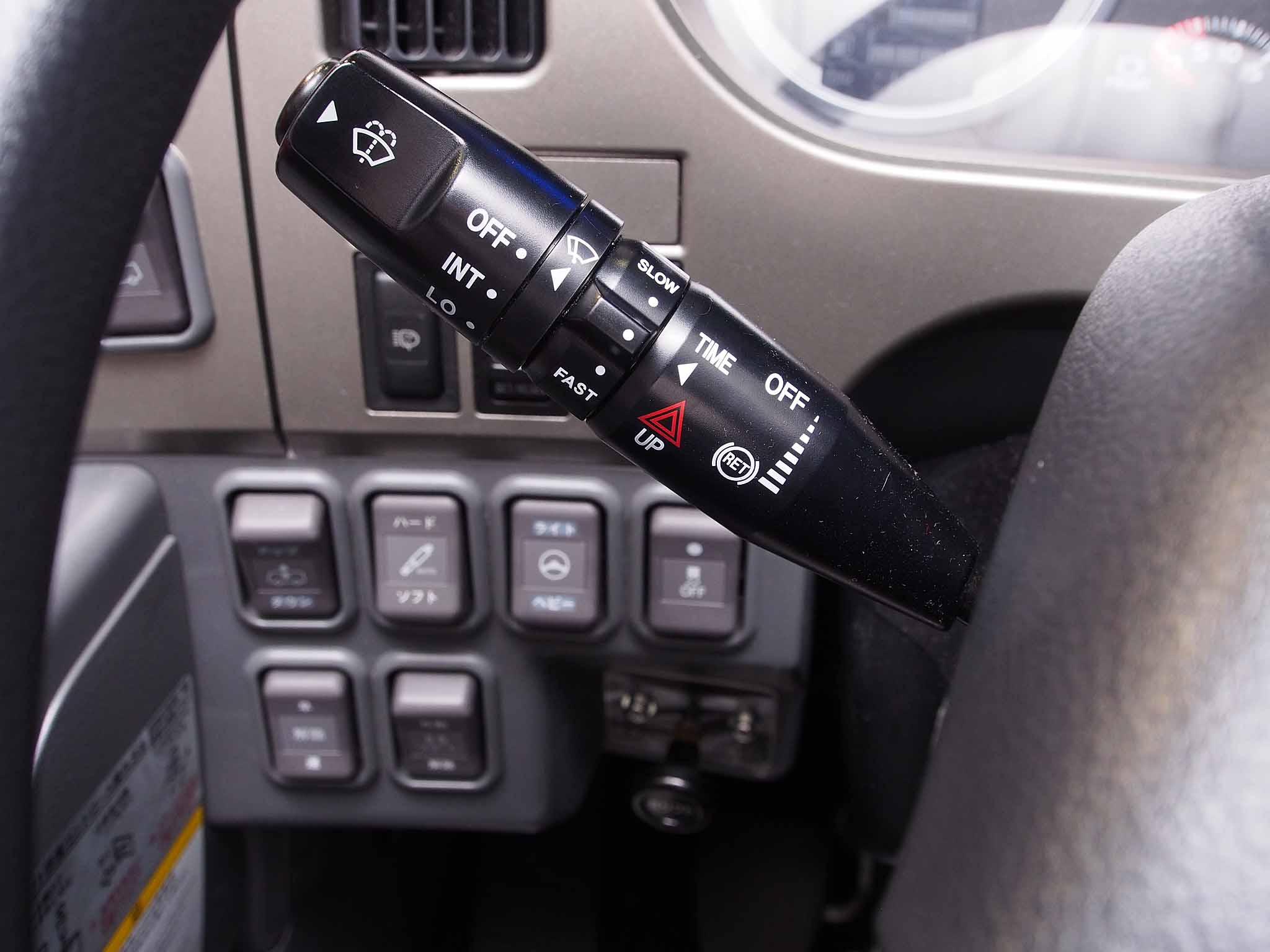
ステアリングコラムレバーに備えられたリターダのスイッチ（日野・セレガ）。圧縮開放ブレーキ「日野エンジンリターダ」と永久磁石式リターダを指令する。

リターダは電磁力や流体によって推進軸に抵抗を与えて車体を減速させる装置である。リターダをはじめとする補助ブレーキの積極的な利用によってフットブレーキの使用頻度が下がり、ブレーキの発熱によるフェード現象やヴェイパーロック現象を抑えて運行上の安全性向上に寄与する。また、ブレーキパッド・ライニングの摩耗を抑えることができるため、車両の整備コストの低減が期待できる。牽引自動車ではアンチロック・ブレーキ・システム (ABS) と組み合わせることで、減速時に牽引車（トラクター）と被牽引車（トレーラー）が連結部を介してくの字状に折れ曲がるジャックナイフ現象を抑制する。
操作はステアリングコラムの排気ブレーキレバーで、排気ブレーキや圧縮開放ブレーキと連動するように設定されている車種が多い。車種によってはブレーキペダルを踏むとフットブレーキと連動してリターダが動作するものもある。
2000年代まではコストや重量の増加を理由に、リターダを積極的に導入してきたトラック・バス事業者は少なく、2000年当時の搭載率は、欧州の40%に較べると日本国内では10%と低かった。現在は排出ガス規制強化で大型車の小排気量化が世界的な流れとなっており、大排気量エンジンに比べると排気ブレーキの効果を得にくくなり、リターダに注目が集まっている。特に大型のLPG自動車・CNG自動車では構造上、排気ブレーキの装備が難しいためリターダを装備する例がある。移動式クレーンではタイヤの直径が大きく慣性モーメントが大きい上、低減速比のオートマチックトランスミッションを搭載していてエンジンブレーキや排気ブレーキの効果を得にくいことから、リターダを標準装備する機種が多い。導入例は少ないが鉄道車両（ディーゼル機関車および気動車）でも採用されている。

## 種類

### 流体式リターダ
シャーシに固定されているステーターと推進軸（プロペラシャフト）とともに回転するローターとの間を流体（エンジンオイルやATF、あるいは水が主流）で満たし、ローターの回転で撹拌することで流体抵抗が生じてブレーキとして作用する。流体の冷却にはエンジン冷却水の配管を引き込んだ水冷式の場合が多く、発熱に対する許容量が大きい一方で後付けが難しく重量が重い。
世界的には最も普及している方式で、永久磁石式リターダが普及している日本製のトラックでも、輸出向けやトラクター用は流体式リターダを設定、三菱ふそう・エアロエース／エアロクイーンでは2017年のMS06系で流体式を採用している。
ZF社のECOMATシリーズのようにトルクコンバータ式オートマチックトランスミッションに流体式リターダの機能を持たせたものもある。
鉄道車両の気動車でも液体変速機内に別途リターダー室を設け、流体式リターダを使えるようにした車両や、トルクコンバーターを応用しリターダと同様の効果を得られるようにしたコンバータブレーキがある。

### 電磁式リターダ
電磁誘導を利用して制動力を得る方式で、プロペラシャフトとともに回転する電磁石（回転子）とシャーシに固定された金属板（固定子）とで構成される。固定子に電流を流すと磁場が形成され、回転子がこの磁場の中を回転すると金属の内部に渦電流を発生し、電気的な抵抗がトルクの抵抗となり制動力として作用する。空冷式の場合が多く後付けが容易だが、発熱に対する許容量は小さく、電磁石を作動させるためバッテリーやオルタネーターの強化が必要である。また、非作動時も走行抵抗が大きい難点を持つ。

### 永久磁石式リターダ
電磁式リターダの固定子を電磁石から永久磁石に置き換えた方式である。吸収トルクは小さいが、小型・軽量でコストパフォーマンスに優れていることから日本向け車種の主流となっている。いすゞ自動車と住友金属工業（新日鐵住金を経て現・日本製鉄）が1990年に共同開発したもので、いすゞ車を中心に標準装備またはオプション設定されていたが、現在は他メーカーにも普及している。

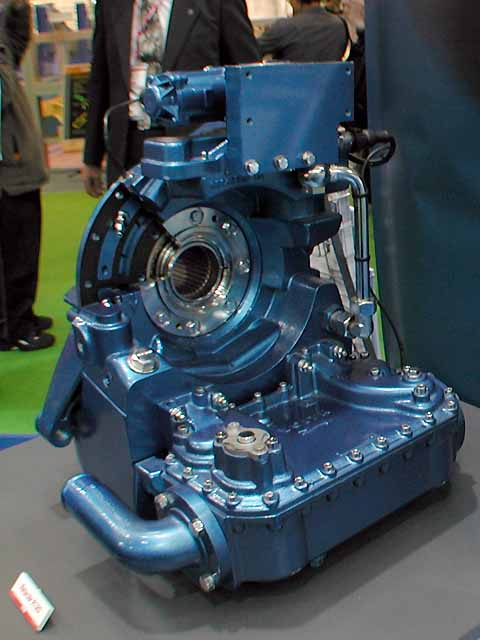
流体式リターダ（ニッポンリターダシステムR120型：カットモデル）
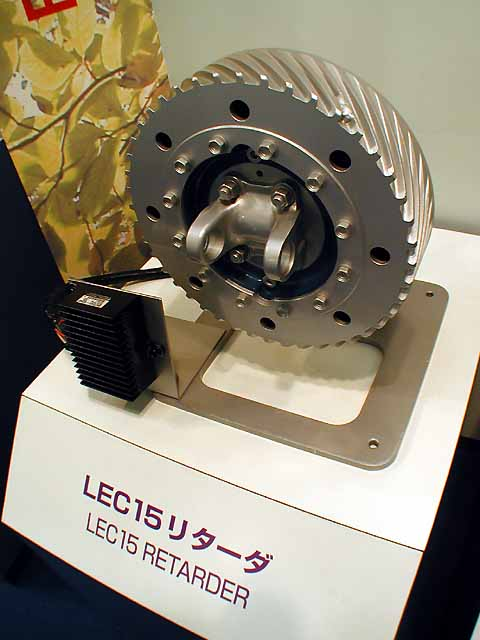
電磁式リターダ（TBK LEC15型）
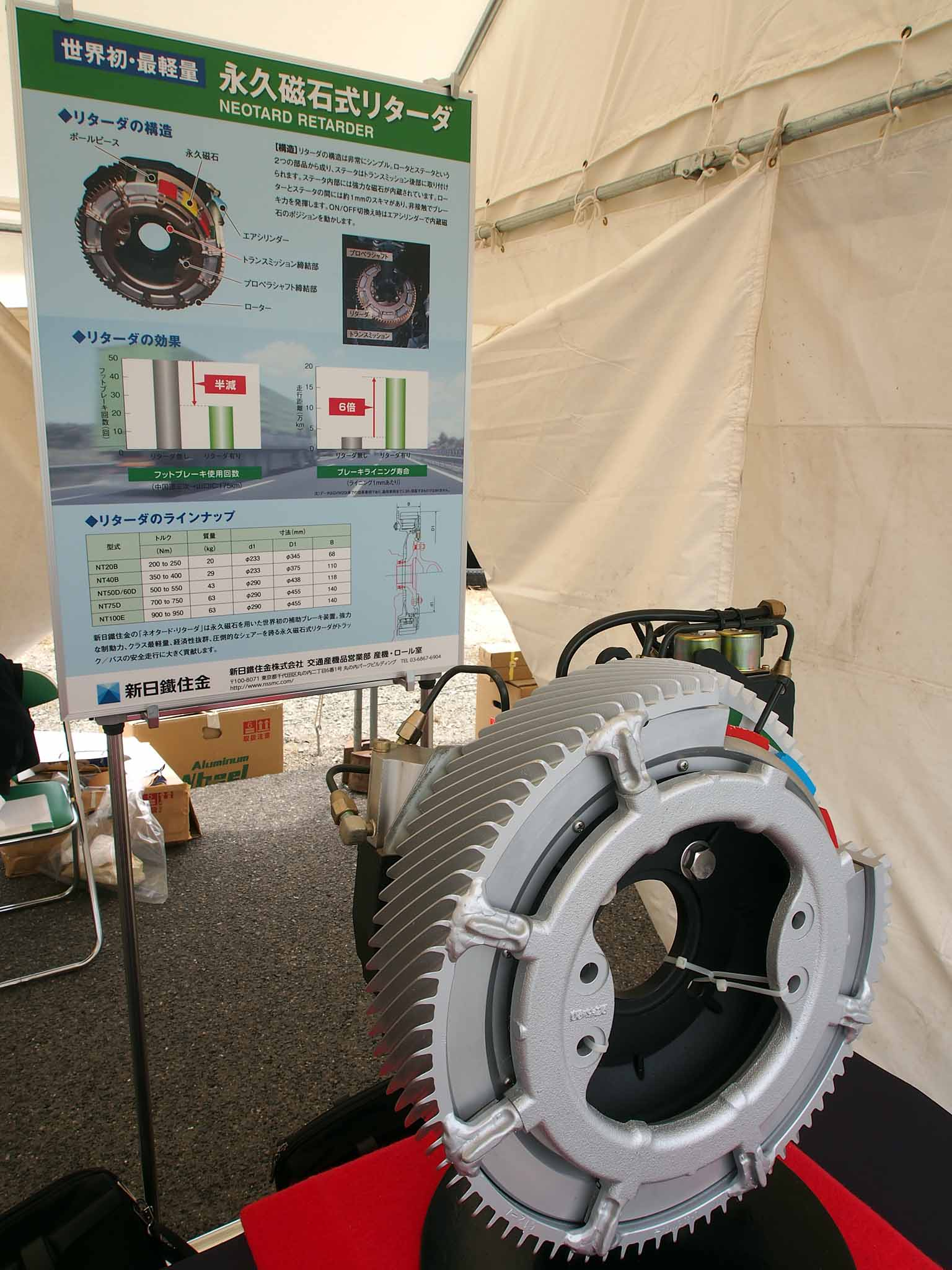
永久磁石式リターダ（新日鐵住金「ネオタードリターダ」：カットモデル）

## 主なメーカー
- 流体式
  - フォイト（ドイツ）
    - ニッポンリターダシステム（エクセディとフォイトの合弁）

  - 曙ブレーキ工業
- 電磁式
  - TBK（旧「東京部品工業」）
  - 澤藤電機
  - テルマ（イギリス）
- 永久磁石式
  - 日本製鉄